# オムライザー
『オムライザー』は、大槻ケンヂ率いる特撮の4枚目のアルバム。2003年12月17日にPRHYTHMよりリリース。

## 解説
スタジオ・アルバムとしては『Agitator』より約2年ぶりのリリース。また徳間ジャパンコミュニケーションズからPRHYTHMにレーベルを移って初のCDリリースである。
廃盤により長らく入手困難となっていたが、ボーナストラックを収録したリマスターHQCD再発盤が2017年6月28日に徳間ジャパンコミュニケーションズから発売された。

## 収録曲
1. オム・ライズ
作詞：大槻ケンヂ / 作曲：NARASAKI / 編曲：特撮
2. 水天宮と多摩センター
作詞：大槻ケンヂ / 作曲：ARIMATSU / 編曲：特撮
3. 流星
作詞：大槻ケンヂ / 作曲：高橋竜 / 編曲：特撮
4. SWEETS
作詞：大槻ケンヂ / 作曲：高橋竜 / 編曲：特撮
5. 子供じゃないんだ赤ちゃんなんだ
作詞・作曲：大槻ケンヂ / 編曲：特撮
6. プログレ・エディ
作詞：大槻ケンヂ / 作曲：三柴理 / 編曲：特撮
7. ルーズ・ザ・ウェイ
作詞：大槻ケンヂ、NARASAKI / 作曲：NARASAKI / 編曲：特撮
8. 友よ
作詞：大槻ケンヂ / 作曲：NARASAKI / 編曲：特撮
9. オム・ライズ (Tokyo Girl Mix)
作詞：大槻ケンヂ / 作曲：NARASAKI / 編曲：特撮
再発盤には未収録となっており、代わりにボーナス・トラックとして「INVITATION Ⅱ」（作曲：三柴理）が収録されている。